# Phoma macrostoma
Phoma macrostoma är en lavart. Phoma macrostoma ingår i släktet Phoma, ordningen Pleosporales, klassen Dothideomycetes, divisionen sporsäcksvampar och riket svampar.

## Underarter
Arten delas in i följande underarter:
- incolorata
- macrostoma